# Raphael Haaser
Raphael Haaser (ur. 17 września 1997 w Innsbrucku) – austriacki narciarz alpejski, trzykrotny medalista mistrzostw świata seniorów i juniorów. Jego starsza siostra, Ricarda, także uprawia narciarstwo alpejskie.

## Kariera
Po raz pierwszy na arenie międzynarodowej pojawił się 25 listopada 2013 roku podczas zawodów FIS Race w Geilo. Zajął tam 44. miejsce w slalomie. W 2017 roku wystąpił na mistrzostwach świata juniorów w Åre, gdzie zdobył srebrny medal w supergigancie i brązowy w zjeździe. Na rozgrywanych rok później mistrzostwach świata juniorów w Davos zajął między innymi trzecie miejsce w kombinacji.
Debiut w Pucharze Świata zanotował 29 lutego 2020 roku w Hinterstoder, gdzie zajął 23. miejsce w supergigancie. Tym samym już w debiucie zdobył pierwsze pucharowe punkty. Na podium zawodów tego cyklu pierwszy raz stanął 29 grudnia 2021 roku w Bormio, gdzie w tej samej konkurencji był drugi. W zawodach tych rozdzielił na podium Aleksandra Aamodta Kilde z Norwegii i swego rodaka - Vincenta Kriechmayra. W sezonie 2023/2024 zajął piętnaste miejsce w klasyfikacji generalnej, a w klasyfikacji supergiganta był trzeci.
Podczas mistrzostw świata w Courchevel/Méribel w 2023 roku zdobył brązowy medal w kombinacji. Uplasował się tam za Francuzem Alexisem Pinturault i kolejnym Austriakiem, Marco Schwarzem. Na tej samej imprezie był piąty w supergigancie i trzynasty w gigancie. Na rozgrywanych rok wcześniej igrzyskach olimpijskich w Pekinie był siódmy w kombinacji i jedenasty w gigancie. Na mistrzostwach świata w Saalbach w 2025 roku wywalczył srebrny medal w supergigancie. Na podium rozdzielił Szwajcara Marco Odermatta i Adriana Smisetha Sejersteda z Norwegii. Parę dni późnej na tej samej imprezie wywalczył złoty medal w gigancie. 

## Osiągnięcia

### Igrzyska olimpijskie
| Miejsce | Dzień     | Rok  | Miejscowość | Konkurencja     | Czas biegu | Strata | Zwycięzca       |
| ------- | --------- | ---- | ----------- | --------------- | ---------- | ------ | --------------- |
| DNF     | 8 lutego  | 2022 | Pekin       | Supergigant     | 1:19,94    | -      | Matthias Mayer  |
| 7.      | 10 lutego | 2022 | Pekin       | Superkombinacja | 2:31,43    | +1,84  | Johannes Strolz |
| 11.     | 13 lutego | 2022 | Pekin       | Gigant          | 2:09,35    | +3,04  | Marco Odermatt  |

### Mistrzostwa świata
| Miejsce | Dzień     | Rok  | Miejscowość        | Konkurencja | Czas biegu | Strata | Zwycięzca         |
| ------- | --------- | ---- | ------------------ | ----------- | ---------- | ------ | ----------------- |
| 3.      | 7 lutego  | 2023 | Courchevel/Méribel | Kombinacja  | 1:53,31    | +0,44  | Alexis Pinturault |
| 5.      | 9 lutego  | 2023 | Courchevel/Méribel | Supergigant | 1:07,22    | +0,58  | James Crawford    |
| 13.     | 17 lutego | 2023 | Courchevel/Méribel | Gigant      | 2:34,08    | +2,67  | Marco Odermatt    |
| 2.      | 7 lutego  | 2025 | Saalbach           | Supergigant | 1:24,57    | +1,00  | Marco Odermatt    |
| 1.      | 14 lutego | 2025 | Saalbach           | Gigant      | 2:39,71    | -      | -                 |

### Mistrzostwa świata juniorów
| Miejsce | Dzień       | Rok  | Miejscowość | Konkurencja     | Czas biegu | Strata | Zwycięzca      |
| ------- | ----------- | ---- | ----------- | --------------- | ---------- | ------ | -------------- |
| 3.      | 8 marca     | 2017 | Åre         | Zjazd           | 1:23,34    | +0,50  | Sam Morse      |
| 2.      | 9 marca     | 2017 | Åre         | Supergigant     | 1:17,91    | +0,01  | Nils Alphand   |
| DNF2    | 11 marca    | 2017 | Åre         | Superkombinacja | 2:05,14    | -      | Loïc Meillard  |
| DNF1    | 13 marca    | 2017 | Åre         | Gigant          | 2:25,23    | -      | Loïc Meillard  |
| DNF1    | 14 marca    | 2017 | Åre         | Slalom          | 1:37,64    | -      | Adrian Pertl   |
| 15.     | 31 stycznia | 2018 | Davos       | Zjazd           | 2:20,18    | +1,04  | Marco Odermatt |
| 6.      | 2 lutego    | 2018 | Davos       | Supergigant     | 1:07,59    | +1,49  | Marco Odermatt |
| 3.      | 4 lutego    | 2018 | Davos       | Superkombinacja | 2:01,77    | +0,90  | Marco Odermatt |
| 7.      | 6 lutego    | 2018 | Davos       | Gigant          | 1:39,47    | +2,35  | Marco Odermatt |
| DNF1    | 7 lutego    | 2018 | Davos       | Slalom          | 1:45,31    | -      | Clément Noël   |

### Puchar Świata

#### Miejsca w klasyfikacji generalnej
- sezon 2019/2020: 146.
- sezon 2020/2021: 86.
- sezon 2021/2022: 41.
- sezon 2022/2023: 30.
- sezon 2023/2024: 15.
- sezon 2024/2025: 24.

#### Miejsca na podium
1. Bormio – 29 grudnia 2021 (supergigant) – 2. miejsce
2. Bormio – 29 grudnia 2023 (supergigant) – 2. miejsce
3. Garmisch-Partenkirchen – 28 stycznia 2024 (supergigant) – 2. miejsce
4. Kitzbühel – 24 stycznia 2025 (supergigant) – 2. miejsce
5. Sun Valley – 23 marca 2025 (supergigant) – 2. miejsce